# Rafał Majka
Rafał Majka (n. 12 septembrie 1989, Zegartowice⁠(d), Powiatul Myślenice, voievodatul Polonia Mică, Polonia) este un ciclist polonez membru al echipei Tinkof. Este cunoscut ca un cățărător puternic și a devenit mai cunoscut în Turul Italiei 2013, unde a terminat al 7-lea în clasamentul general, și al 6-lea un an mai târziu. Alti trei importante realizări au fost victorii montane de etapă în Turul Franței, precum și primul loc în clasamentul cățărătorilor în Turul Franței 2014. A mai câștigat două etape și victoria generală la Turul Poloniei 2014. A obținut primul său pe podium într-un Mare Tur în 2015 în Turul Spaniei, unde a terminat al treilea.

## Palmares
Clasări în Marile Tururi de-a lungul timpului
| Tur    | 2011 | 2012 | 2013 | 2014 | 2015 | 2016 |
| ------ | ---- | ---- | ---- | ---- | ---- | ---- |
| Italia | —    | —    | 7    | 6    | —    | ÎD   |
| Franța | —    | —    | —    | 44   | 28   |      |
| Spania | R    | 32   | 19   | —    | 3    |      |

R = Retras; În Desfășurare = IP